# Tabanus axiridis
Tabanus axiridis är en tvåvingeart som beskrevs av Wang 1982. Tabanus axiridis ingår i släktet Tabanus och familjen bromsar. Inga underarter finns listade i Catalogue of Life.